# روكي فورد (كولورادو)
روكي فورد (بالإنجليزية: Rocky Ford, Colorado)‏ هي مدينة تقع في مقاطعة أوتيرو بولاية كولورادو في الولايات المتحدة. تبلغ مساحتها 4.4 (كم²)، وترتفع عن سطح البحر 1274 م، بلغ عدد سكانها 4286 نسمة في عام 2000 حسب إحصاء مكتب تعداد الولايات المتحدة وتصل الكثافة السكانية فيها 974.1 نسمة/كم2.

## معرض صور

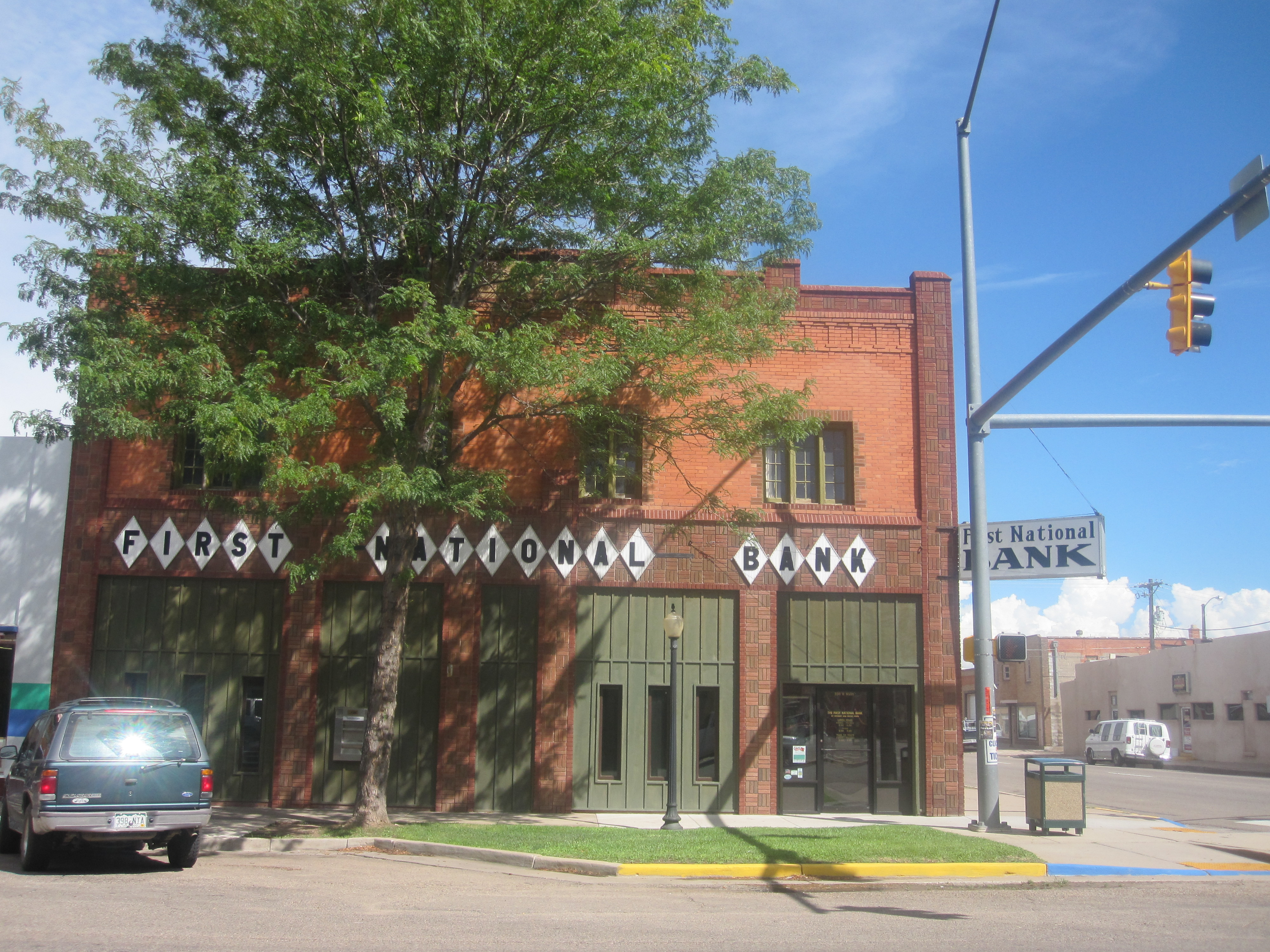
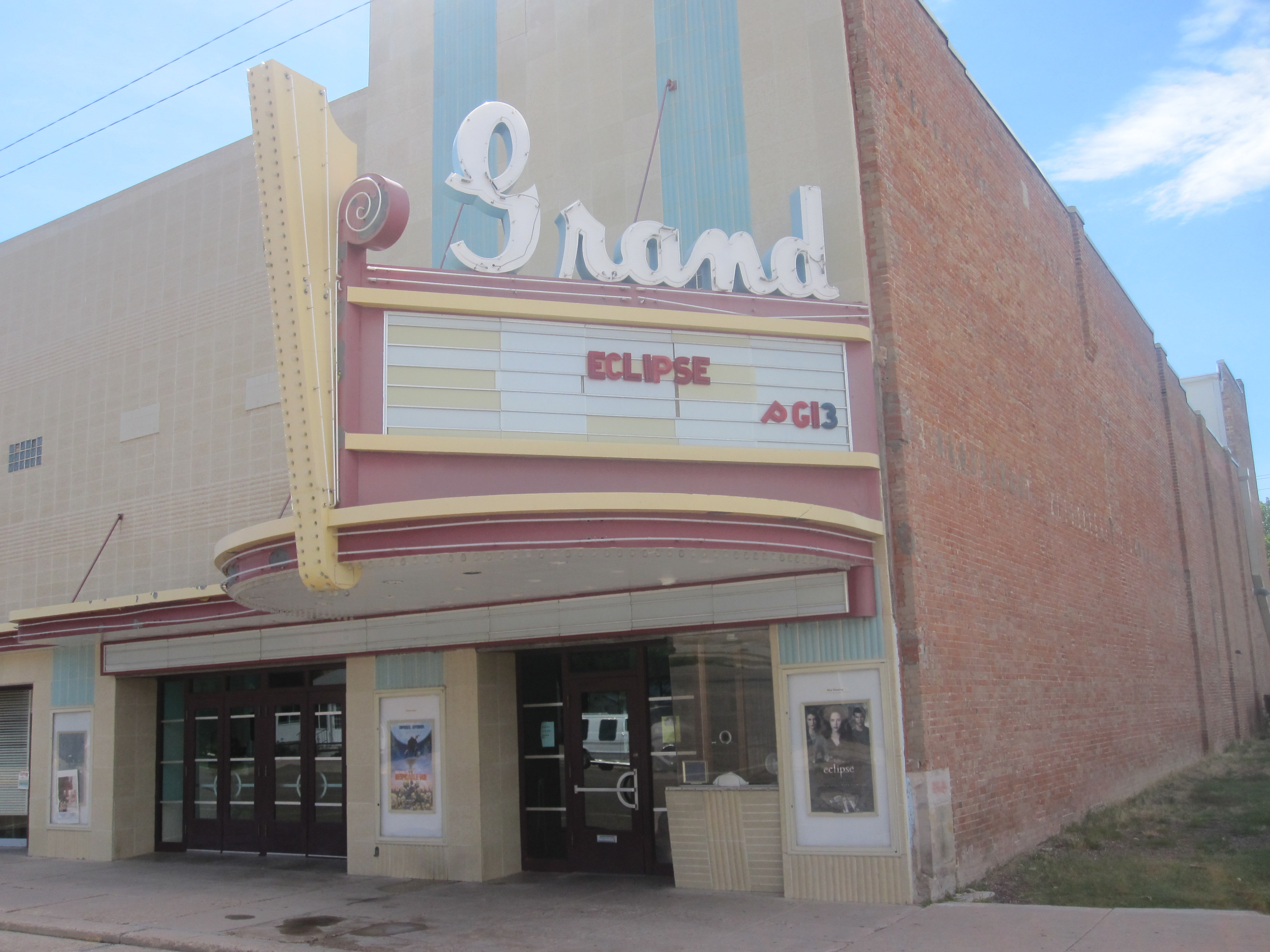
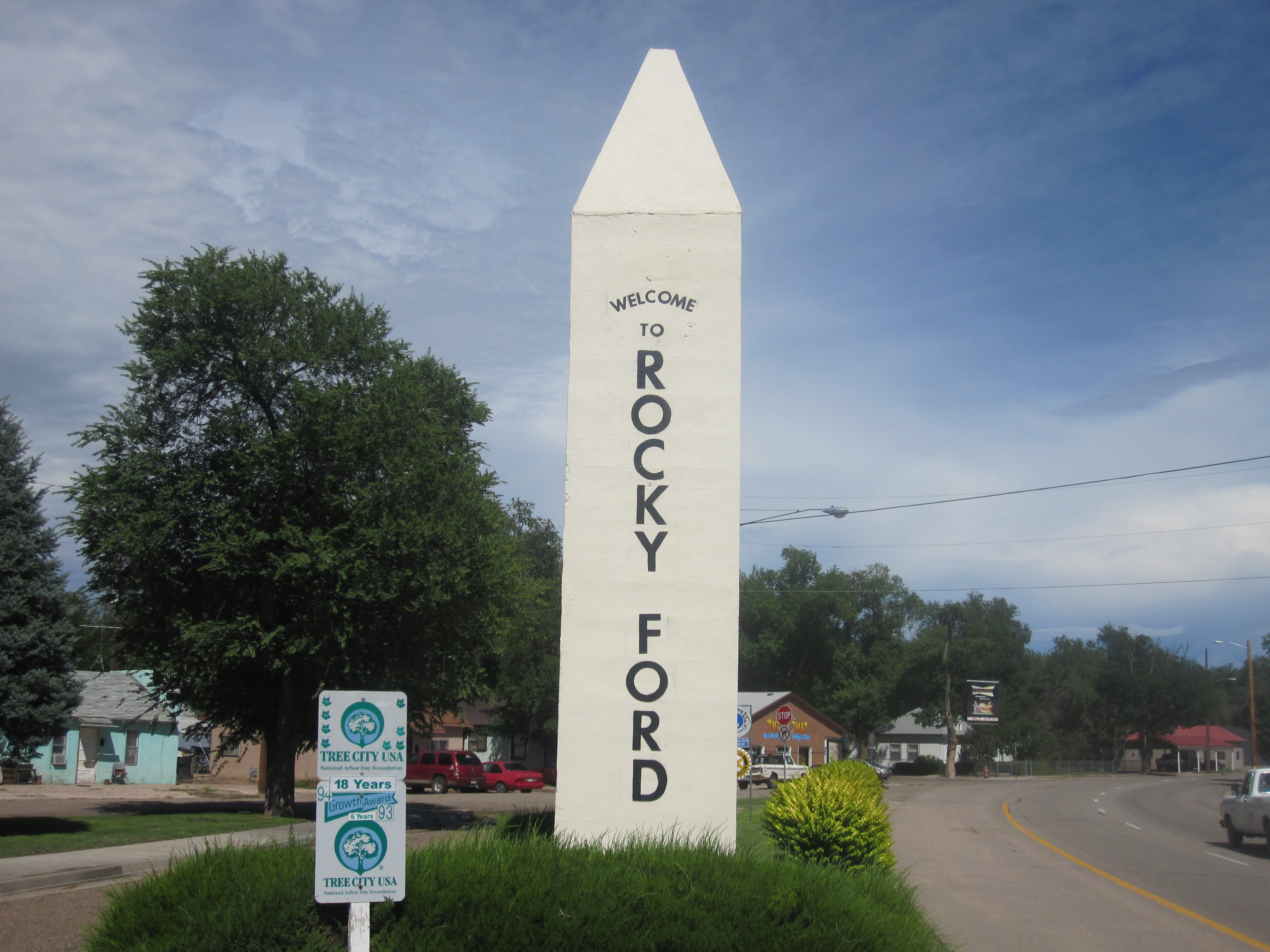
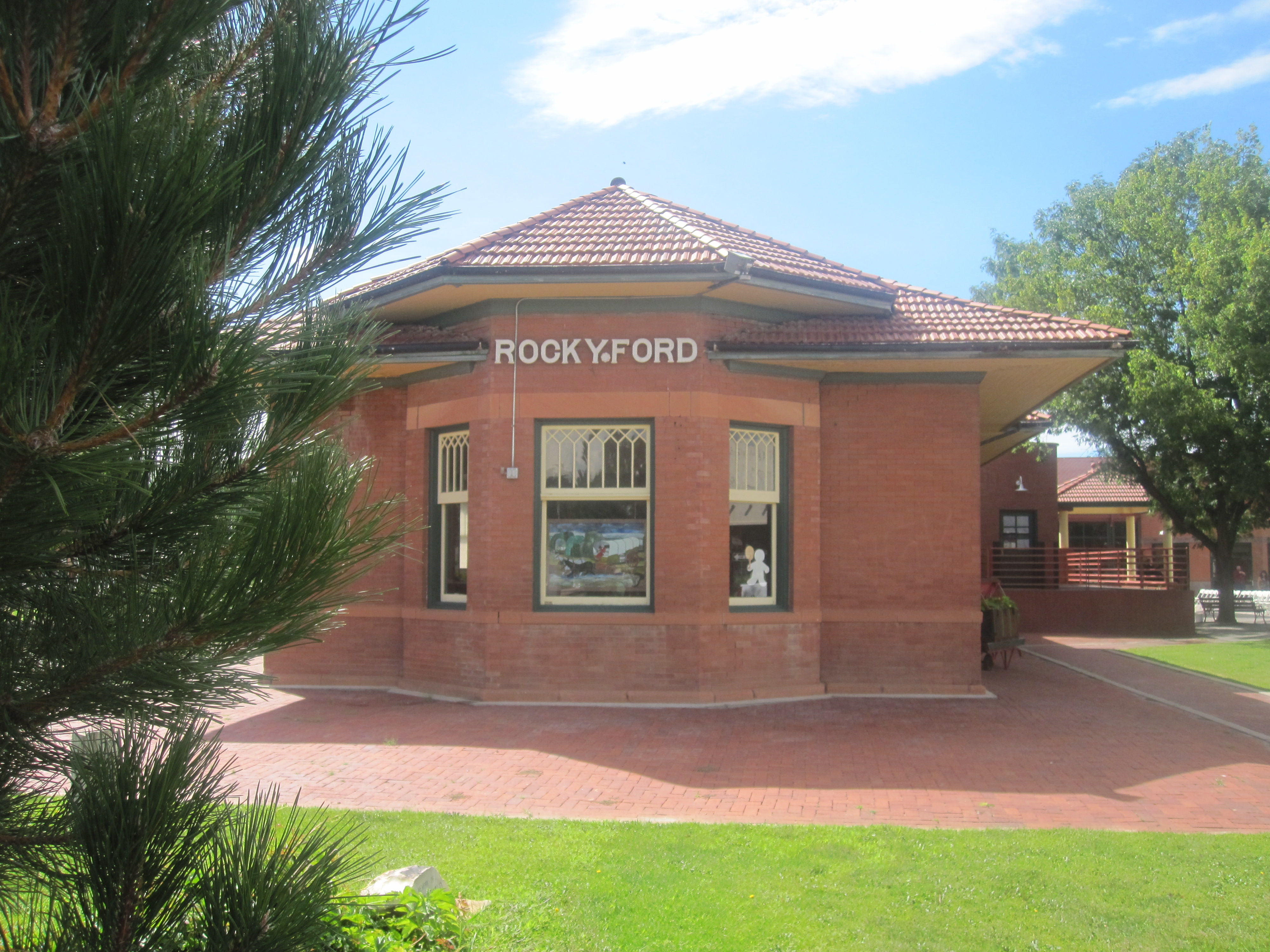
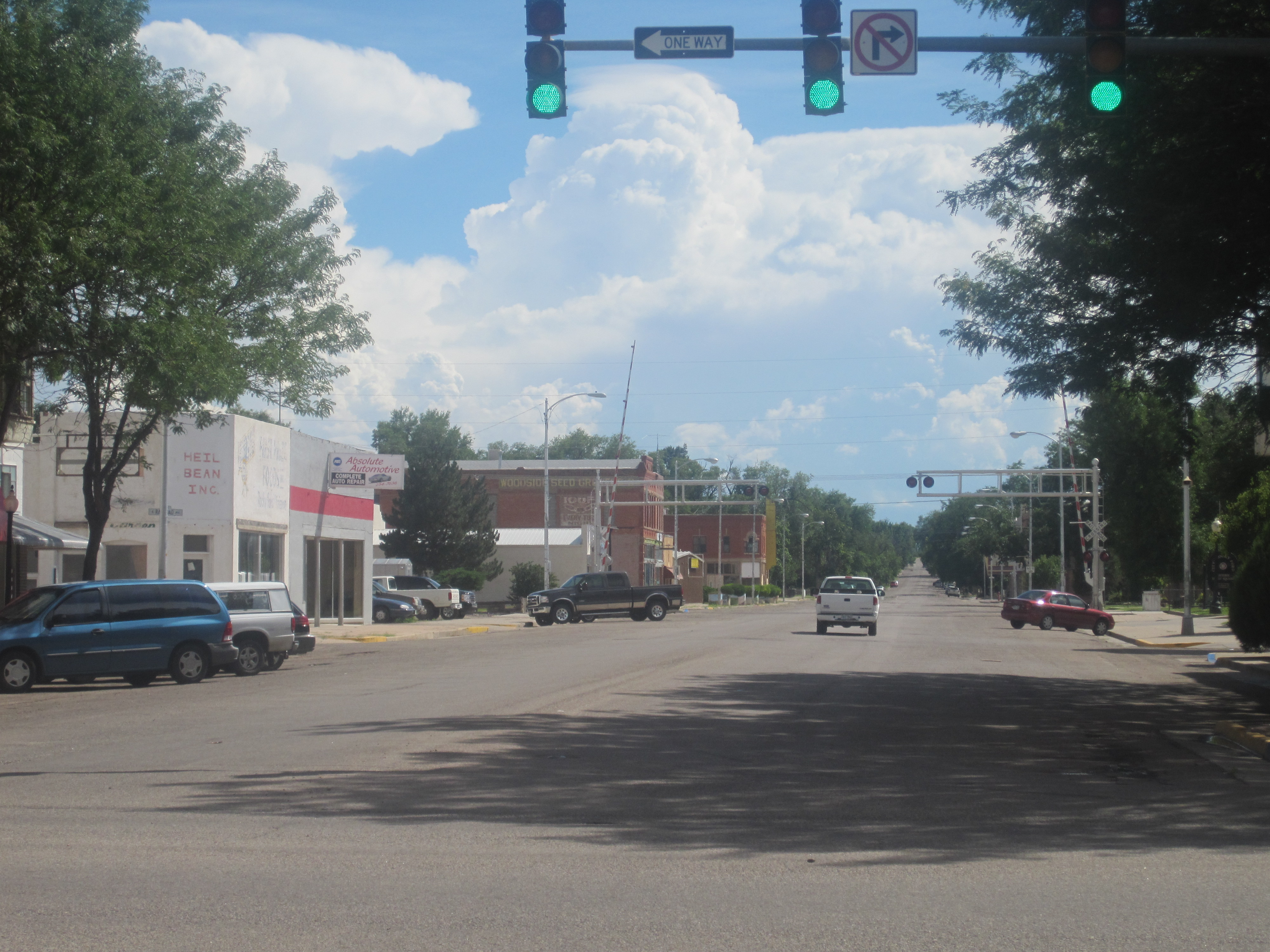

## أعلام
- باول غيبهارد
- لويس ثورنتون بابكوك
- مارفن كوردوفا جونيور
- إدي كويك